# Рабки (Дятловский район)
Рабки́ (транслит.: Rabki; бел. Рабкі́) — деревня в Даниловичском сельсовете Дятловского района Гродненской области Белоруссии. Согласно переписи населения 2009 года в Рабках проживало 33 человека. Площадь сельского населённого пункта составляет 55,65 га, протяжённость границ — 9,97 км.

## География
Рабки расположены в 17,5 км к востоку от Дятлово, 151 км от Гродно, 4 км от железнодорожной станции Новоельня, в 1,5 км от автомобильной дороги Новоельня — Валевка.

## История
В 1878 году Рабки — деревня в Дворецкой волости Слонимского уезда Гродненской губернии (16 дворов, хлебный магазин). В 1880 году в деревне было 83 жителя. В 1905 году — 193 жителя.
В 1921—1939 годах Рабки находились в составе межвоенной Польской Республики. В 1923 году Рабки относились к сельской гмине Дворец Слонимского повета Новогрудского воеводства. В деревне насчитывалось 42 домохозяйства, проживало 198 человек. В сентябре 1939 года Рабки вошли в состав БССР.
В 1996 году Рабки входили в состав колхоза «Гвардия». В деревне насчитывалось 48 домохозяйств, проживало 79 человек.

## Достопримечательность
13 мая 2023 года открыта пространственно-декоративная композиция, посвященная узкоколейной железной дороге «Новоельня– Новогрудок – Любча». На бывшей железнодорожной насыпи установлена композиция «Паровоз», а также информационный стенд, знак, символизирующий название и показывающий направления движения узкоколейки и липовая «Аллея железнодорожников».

## Известные уроженцы
- Вячеслав Антонович Чемерицкий (род. 22.07.1936) — белорусский литературовед и критик[4].